# Karl Eduard Erdmann

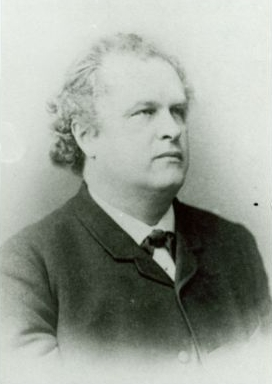
Karl Eduard Erdmann

Karl Eduard Erdmann (* 25. Maijul. / 6. Juni 1841greg. in Wolmar, Gouvernement Livland; † 27. Oktoberjul. / 8. November 1898greg. in Dorpat) war ein deutsch-baltischer Rechtswissenschaftler und Professor an der Kaiserlichen Universität Dorpat.

## Leben
Karl Eduard Erdmann wuchs als Sohn des Wolmarer Landarztes und späteren Universitätsprofessors Johann Julius Friedrich Erdmann in einem gebildeten bürgerlichen Umfeld auf. Er studierte 1858 bis 1863 Philosophie und Jura in Dorpat und 1863 bis 1864 Jura in Heidelberg. In seiner Heidelberger Zeit wurde er Ehrenmitglied des Corps Baltica Zürich. Nach Beendigung seiner Studien kehrte er nach Livland zurück und wurde 1864 Gehilfe des Stadtsekretärs in Mitau, 1865 stellvertretender Sekretär der Kriminalabteilung, 1866 erster Stadtsekretär, 1869 Syndikus der Stadt Mitau und 1870 stellvertretender Syndikus der Universität Dorpat, wo er 1872 zum Dr. jur. promovierte. Ab 1870 war er zugleich Privatdozent. Er wurde 1872 außerordentlicher und 1873 ordentlicher Professor des Provinzialrechts und der juristischen Praxis an der Universität Dorpat.
Ab 1878 war er zugleich Stadtrat und 1878 bis 1894 Stellvertreter des Stadthaupts. Er wurde 1894 als Wirklicher Staatsrat pensioniert und lebte in Dorpat, wo er nach kurzer Krankheit im Herbst 1898 starb. Zu seinen Kindern zählt der Historiker und Mediävist Carl Erdmann (1898–1945).

## Schriften (Auswahl)
- Das Güterrecht der Ehegatten nach dem Provinzialrecht Liv-, Ehst- und Kurlands. W. Gläser, Dorpat 1872.